# Astragalus siculus
Astragalus sicula là một loài thực vật có hoa trong họ Đậu. Loài này được (Biv.) Greuter miêu tả khoa học đầu tiên.